# Encephalartos lanatus
Encephalartos lanatus Stapf & Burtt Davy, 1926 è una pianta appartenente alla famiglia delle Zamiaceae, diffusa nella parte orientale della ex provincia del Transvaal, in Sudafrica.
Il suo epiteto specifico, lanatus, significa lanoso in latino.

## Descrizione
È una pianta a portamento arborescente, con un fusto alto 1-1,5 m e con un diametro di 25–35 cm che talvolta presenta polloni o diramazioni che si dipartono dalla base.
Le foglie sono lunghe 100 cm e di colore verde bluastro, quasi argentato. Sono ricoperte da una folta peluria, da cui il nome specifico di questa pianta. Il rachide, di colore giallastro, è diritto, con la parte superiore nettamente ricurva. Le foglioline, lunghe 10–14 cm, sono disposte sul rachide in modo opposto, con un angolo di inserzione pressoché orizzontale; i margini sono interi e lisci. Le foglioline della parte basale sono più piccole, e spesso ridotte a spine.
È una specie dioica, con coni maschili di forma ovoidale, di colore rosso, lunghi 25–30 cm e larghi 5–6 cm. I coni femminili, della stessa forma, sono lunghi 25–30 cm e hanno un diametro di 12–15 cm. Entrambi sono sorretti da un peduncolo lungo 2–3 cm e ogni pianta ne produce da uno a quattro.
I semi, lunghi 25–30 mm, hanno una forma ovoidale o oblunga e sono ricoperti da un tegumento di colore giallo.

## Distribuzione e habitat
Questa specie è diffusa in un'area molto limitata delle provincie di Mpumalanga e di Gauteng, in Sudafrica, in corrispondenza del bacino dell'Olifants River. Il suo habitat è costituito da ripidi pendii rocciosi ricoperti di prateria, con clima caldo in estate e freddo in inverno, quando spesso si verificano gelate, e con una precipitazione annua compresa tra 660 e 770 mm circa. Cresce ad un'altitudine di circa 1 500 m s.l.m.

## Conservazione
La IUCN Red List classifica E. lanatus come specie prossima alla minaccia (Near Threatened). Nonostante essa sia presente in un territorio molto limitato, infatti, attualmente la sua popolazione risulta stabile.
La specie è inserita nella Appendice I della Convention on International Trade of Endangered Species (CITES)